# Сэндел, Майкл
Майкл Дж. Сэндел (Michael J. Sandel, род. 5 марта 1953, Миннеаполис, Миннесота) — американский политический философ, философский коммунитарист. Профессор Гарвардского университета, член Американской академии искусств и наук (2002). Автор книг, переводившихся на 23 языка, а всего его работы переводились на 27 языков. «The Washington Post» называла его «возможно самым известным университетским профессором США», а в 2010 году журнал «China Newsweek» назвал его самым влиятельным иностранным деятелем года в Китае. Лауреат премии принцессы Астурийской (2018). Почётный гражданин Сеула (2014).

## Биография
Окончил с отличием summa cum laude Брандейский университет (1975), состоял в Phi Beta Kappa. Докторскую степень D.Phil. как стипендиат Родса получил в оксфордском Баллиол-колледже в 1981 году. Ещё за год до того (с 1980) начал преподавать политическую философию в Гарвардском университете, где ныне (с 2002) именной профессор (Anne T. and Robert M. Bass Professor, первый в этом качестве); в 1999 году профессор Гарвард-колледжа. В 2001 году приглашённый профессор Сорбонны. В 1998 году читал Tanner Lectures on Human Values в Оксфорде, а в 2009 году — Reith Lectures на Би-би-си.
Его курс «Справедливость» стал первым в Гарварде, распространявшимся бесплатно в интернете и на телевидении, его просмотрели миллионы людей во всём мире. Его другие курсы — «Ethics, Biotechnology, and the Future of Human Nature», «Ethics, Economics, and Law».
Состоял в The President's Council on Bioethics (2002—2005).
Вместе с супругой и двумя сыновьями проживает в Бруклайне (штат Массачусетс).
Отмечен Harvard-Radcliffe Phi Beta Kappa Teaching Prize (1985).
Удостоился почётных степеней от альма-матер Брандейского университета и нидерландского Утрехтского университета.
Публиковался, в частности, на страницах The Atlantic Monthly, The New Republic, The New York Times.

## Книги
- Liberalism and the Limits of Justice (Cambridge University Press, 1982, 2nd edition, 1997; переведена на 8 языков)
- Liberalism and Its Critics (ed., Blackwell, 1984)
- Democracy’s Discontent: America in Search of a Public Philosophy (Harvard University Press, 1996)
- Public Philosophy: Essays on Morality in Politics (Harvard University Press, 2005)
- The Case against Perfection: Ethics in the Age of Genetic Engineering (Harvard University Press, 2007)
- Justice: What’s the Right Thing to Do? (Farrar, Straus and Giroux, 2009)
- What Money Can’t Buy: The Moral Limits of Markets (2012)
- Encountering China: Michael Sandel and Chinese Philosophy (ed., Harvard University Press, 2018) ISBN 978-0-674-97614-6
- Michael J. Sandel. The Tyranny of Merit: What's Become of the Common Good?. — New York: Farrar, Straus and Giroux, 2020. — 288 с. — ISBN 978-0374289980.

Переводы на русский:
- Сэндел М. Что нельзя купить за деньги. Моральные ограничения свободного рынка / пер. с англ. Натальи Ильиной. — М.: Манн, Иванов и Фербер, 2013. — 256 с. — ISBN 978-5-91657-702-0.
- Сэндел М. Справедливость. Как поступать правильно? / пер. с англ. Александра Калинина. — М.: Манн, Иванов и Фербер, 2013. — 352 с. — ISBN 978-5-91657-814-0.